# Båtsträsk
Båtsträsk är en sjö i närheten av byn Korsträsk belägen i mellersta Lappland. Sjön ligger 420 meter över havet och är i Sellakbäckens utlopp. Den närbelägna byn Båtsjaur ligger inte vid Båtsträsk, som man skulle kunna tro, utan vid Hammarträsket.

## Namnet
På gamla kartor kallas sjön Båtsjaure. Enligt flera anteckningar i ortnamnsregistret användes dock inte det namnet av lokalbefolkningen, utan sjön kallades Båsträsk.

## Reglering
Båtsträsket hänger samman med Korsträsket, Tjärraur, Hammarträsket, Aisjaure, Fluka, Uddjaure och Storavan i ett vattenkraftsmagasin vars yta regleras mellan 418 och 420 m ö.h. På grund av regleringen kan det idag vara svårt att urskilja sjöarnas ursprungliga utsträckning.